# Ладіслав Тікал
Ладіслав Тікал (чеськ. Ladislav Tikal, 25 травня 1905, Собеслав, Південночеський край — 30 червня 1980, Прага) — чехословацький гімнаст, призер олімпійських ігор.

## Біографічні дані
Ладіслав Тікал виграв на Олімпіаді 1928 срібну медаль в командному заліку. В індивідуальних видах змагань зайняв місця далекі від призових. В абсолютному заліку він зайняв 37-е місце. Також зайняв 50-е місце на перекладині, 49-е — на коні, 24-е — у вправах на брусах, 41-е — у вправах на кільцях, 32-е — в опорному стрибку.